# Nguyễn Phi Thường
Nguyễn Phi Thường (sinh ngày 07 tháng 5 năm 1971) là một chính trị gia người Việt Nam. Ông hiện là Thành ủy viên, Chủ tịch Liên đoàn lao động Thành phố, nguyên Bí thư Huyện ủy Ứng Hòa, Hà Nội; Ủy viên Uỷ ban Khoa học, Công nghệ và Môi trường của Quốc hội, Đại biểu Quốc hội Việt Nam khoá XIV (2016-2021), khoá XIII (2011-2016) thuộc Đoàn Đại biểu Quốc hội thành phố Hà Nội. Khi trúng cử đại biểu quốc hội khóa XIII thì ông là Phó Bí thư Đảng ủy, Ủy viên Hội đồng quản trị, Tổng giám đốc Tổng công ty vận tải Hà Nội, trúng cử với tỷ lệ phiếu là 57,85 %.

## Tiểu sử[1]
Ngày sinh: 7/5/1971
Giới tính: Nam
Dân tộc: Kinh
Tôn giáo: Không
Quê quán: Xã Mễ Trì, huyện Từ Liêm, TP Hà Nội
Trình độ chính trị: Cao cấp lý luận chính trị
Trình độ chuyên môn: Tiến sỹ Kinh tế, Thạc sỹ Kỹ sư tổ chức Giao thông vận tải
Nghề nghiệp, Chức vụ: Bí thư Huyện Ủy Huyện Ứng Hòa TP. Hà Nội; Ủy viên Uỷ ban Khoa học, Công nghệ và Môi trường của Quốc hội
Nơi làm việc: Huyện Ủy Huyện Ứng Hòa, TP.Hà Nội
Ngày vào đảng: 7/7/2005
Nơi ứng cử: TP Hà Nội
Đại biểu Quốc hội khoá: XIII
Đại biểu chuyên trách: Không
Đại biểu Hội đồng nhân dân: Không
Theo Quyết định số 583-QĐ/TU ngày 14-12-2020 của Ban Thường vụ Thành ủy Hà Nội, đồng chí Nguyễn Phi Thường, Thành ủy viên, Bí thư Huyện ủy Ứng Hòa được điều động đến nhận công tác tại Liên đoàn Lao động thành phố Hà Nội, được chỉ định tham gia làm Bí thư Đảng đoàn; được giới thiệu để bầu bổ sung vào Ban Chấp hành, Ban Thường vụ và bầu giữ chức Chủ tịch Liên đoàn Lao động thành phố Hà Nội khóa XVI, nhiệm kỳ 2018-2023.